# Van Teyens
De familie Van Teyens was een Friese eigenerfdenfamilie, oorspronkelijk uit Hennaarderadeel, die vooral zijn sporen heeft nagelaten in Opsterland. Zij bewoonden onder andere de Fockensstate en lieten de huidige Coendersborg bouwen. De familie is beschreven door Nico van der Woude: Luyden van eren. Voorouders en nageslacht van Saco van Teyens (1601-1650) in: Genealogysk Jierboek 2006, pp. 7-85.

## Betekenis van de naam
Teye Saeckes' (1570-1621) kinderen voeren allen het patroniem Teyes. Zijn zoon Saco neemt de deftiger vorm Van Teyens aan.

## Wapen
Het wapen van de familie Van Teyens is een afgeleide van het algemene wapen van eigenerfdenfamilies, en wordt als volgt geblazoeneerd:
"Gedeeld: rechts, in goud een halve van de deellijn uitgaande Friese adelaar. Links, op sabel, paalsgewijs geplaatst drie gouden eikels. Het helmteken is een eikel."
De Friese halve adelaar staat symbool van het rechtersambt en de eikel als teken van het almenderecht, dat is het recht op het gebruik van de gezamenlijke bossen van de adel rondom een dorp of nederzetting.

## Fragmentgenealogie Van Teyens
Hieronder volgt een beknopt overzicht van de familie Van Teyens en de voorouders daarvan in mannelijke lijn. Voordat de achternaam overging van vader op zoon werd gebruikgemaakt van patroniemen.

### Fragmentgenealogie stamvaders
- Sierck Arents (ca. 1511-ca. 1550), volmacht ten landdage en grietman van Smallingerland als opvolger van zijn schoonvader Saecke Herjuwsma, gehuwd met Trijn Saeckes Herjuwsma (ca. 1512-ca. 1573)
  - Saecke Siercks (ca. 1530-1582), bijzitter of secretaris van Opsterland, ondertekenaar van de Unie van Utrecht in 1579, gehuwd met Frouck Fockens (ca. 1538-1582)

### Fragmentgenealogie Van Teyens
- Teye Saeckes (1570-1621), gehuwd met Freerckje Hiddinga
  - Frouck Teyes, gehuwd met Halbe Hidsers
  - Dubbeltje Teyes, gehuwd met Jan van Loo
  - Saco van Teyens (1601-1650), secretaris van Opsterland, volmacht ten landdage, mede-oprichter en compagnon van de Opsterlandse Veencompagnie en diverse veencompagnieën, gehuwd met Antje van Andringa (1605-1685)
    - Frouckje van Teyens, gehuwd met Theotardus van Heloma
    - Jeltje van Teyens, gehuwd (1) met Anthonius Gualtheri, gehuwd (2) met Focke Fockes Eringa
    - Oene van Teyens (1636-1715), gehuwd (1) met Romelia van Fockens, gehuwd (2) met Hyma Auwema
      - Yvo Bocko van Teyens (1694-1782)
      - Saco van Teyens (1697-1774), gehuwd met Etta Arnolda van Besten
        - Oene van Teyens (1722-1801)
        - Tinco van Teyens (1727-1808)
        - Benedictus van Teyens (1736-1816), gehuwd met Froukje Alberts
          - Mr. Saco van Teyens (1797-1857), grietman
          - Oene van Teyens (1798-1866)

    - Tinco van Teyens (1643-1667), gehuwd met Wisckjen Fockens
    - Benedictus (Binne) van Teyens (1645-1678), gehuwd met Lucia Fockens
      - Saco van Teyens (1676-1735), gecommitteerde ten landsdage, huwt met Syte Jansdochter[1]

## Bekende erfeniskwestie: de schat van Beetsterzwaag
De laatste drie naamdragers Van Teyens, Saco, Oene en hun zuster Etta overleden zonder nageslacht en de erfenis ging naar buurman en arts Joachimus Lunsingh Tonckens (1817-1893). In Beetsterzwaag gingen verhalen rond over de vermeende moord van Oene en Etta van Teyens door dokter Tonckens. De nazaten van Froukje Alberts, vrouw van vader Benedictus van Teyens (1736-1816), hebben nog tot 1965 geprocedeerd over de erfenis. Deze is echter nooit door een rechter ongedaan gemaakt.

## Vervening
De familie Van Teyens is bijzonder actief geweest in de vervening in Friesland en Groningen. Saco van Teyens (1601-1650) stond mede aan de wieg van de Opsterlandse Veencompagnie, die grote delen van Opsterland zou vervenen. Deze compagnie werd in 1645 opgericht door Johannes Crack, Jacques van Oenema, Saco Fockens en Saco van Teyens. De familie Van Teyens zou tot eind achttiende eeuw aandelen in de Opsterlandse Veencompagnie blijven houden. Daarnaast hield de familie aandelen in verschillende andere compagnieën gericht op vervening.
Ook werd er getrouwd met andere vervenersfamilies. Zo was Focke Fockes Eringa, de tweede man van Jeltje van Teyens, compagnon van de Hemminga Veencompagnie. Theotardus van Heloma, getrouwd met Frouckje van Teyens, was lid van de belangrijke vervenersfamilie Van Heloma uit Heerenveen. Na de dood van zijn schoonvader, Saco van Teyens, zou hij ook compagnon van de Opsterlandse Veencompagnie worden. De familie van Teyens zou uiteindelijk door vererving tevens de aandelen Fockens en daarmee de helft van de Opsterlandse Veencompagnie in handen krijgen.
Saco van Teyens 'de jonge' (1697-1774) gaf in de achttiende eeuw met compagnons uit de families Van Wyckel en Lycklama à Nijeholt, die zich hadden ingekocht door de aandelen van respectievelijk Crack en Van Oenema te verwerven, een nieuwe impuls aan de activiteiten van de Opsterlandse Veencompagnie.